# Білолуцький заказник
Білолу́цький заказник — один з об'єктів природно-заповідного фонду Луганської області, лісовий заказник місцевого значення.

## Розташування
Заказник розташований в Новопсковському районі Луганської області в околицях сіл Новобіла і Козлове, в межах Білолуцького лісництва державного підприємства «Старобільське лісомисливське господарство». Координати: 49° 43' 51" північної широти, 39° 01' 33" східної довготи.

## Історія
Лісовий заказник місцевого значення «Білолуцький» оголошено рішенням виконкому Луганської обласної ради народних депутатів № 92 від 24 березня 1992 р.

## Загальна характеристика
Лісовий заказник «Білолуцький» загальною площею 554,0 га являє собою типові для південних відрогів Середньоруської височини ділянки байрачного лісу з характерним для них рослинно-тваринним комплексом, що потребує охорони.

## Склад
Заказник включає сім лісових урочищ:
1. Церковний ліс,
2. Бихалово,
3. Попів ліс,
4. Велике,
5. Ведмеже,
6. Васильківське,
7. Скородне.

## Ландшафтний склад
Степи — 10%,

умовно-природні ліси — 90%,

штучні ліси — 0%,

водойми — 0%,

орні землі — 0%,

населені пункти — 0%.

## Рослинний світ
В лісових угрупованнях зростає рідкісна в Україні реліктова рослина із родини бобових — астрагал солодколистовидний, основним ареалом якого є Середземномор'я та Кримський півострів.

## Тваринний світ
Фауна заказника представлена цінними мисливськими видами, серед яких: заєць-русак, лисиця звичайна, сарна європейська, свиня дика, зрідка заходить лось.